# Godzilla (Lied)
Godzilla (benannt nach dem japanischen Filmmonster Godzilla) ist ein Lied des US-amerikanischen Rappers Eminem, das er zusammen mit dem im Dezember 2019 verstorbenen Rapper Juice Wrld aufnahm. Der Song ist die zweite Singleauskopplung seines elften Studioalbums Music to Be Murdered By und wurde am 31. Januar 2020 veröffentlicht.

## Inhalt
| Liedteil   | Künstler   |
| 1. Strophe | Eminem     |
| Refrain    | Juice Wrld |
| 2. Strophe | Eminem     |
| 3. Strophe | Eminem     |

Im Lied vergleichen sich Eminem und Juice Wrld aufgrund ihres Raptalents mit dem fiktiven Monster Godzilla. Juice Wrld übernimmt den Refrain, während Eminem die drei Strophen rappt, wobei er zahlreiche Wortspiele, Vergleiche und Metaphern benutzt. Besonders schnell rappt Eminem in der letzten Strophe, wo er 10,65 Silben pro Sekunde bzw. 224 Wörter in 30 Sekunden rappt und somit seinen persönlichen Bestwert von Majesty und Rap God überbietet.

“You get in my way, I’ma feed you to the monster (Yeah)

I’m normal during the day, but at night, turn to a monster (Yeah)

When the moon shines like Ice Road Truckers

I look like a villain outta those blockbusters

Godzilla, fire spitter, monster”

## Produktion
Godzilla wurde von dem US-amerikanischen Musikproduzenten D.A. Got That Dope produziert, wobei Eminem die zusätzliche Produktion übernahm. Als Autoren fungierten Eminem, Luis Resto, D.A. Got That Dope, Juice Wrld und Alejandro Villasana.

## Musikvideo
Bei dem zu Godzilla gedrehten Musikvideo führte der US-amerikanische Regisseur Cole Bennett (Lyrical Lemonade) Regie. Es feierte am 9. März 2020 auf YouTube Premiere und verzeichnet über 620 Millionen Aufrufe (Stand Januar 2024).
Eminem läuft durch eine Messehalle und trinkt aus den Regalen verschiedene Sorten Alkohol, darunter Whisky und Cognac, während hinter ihm zwei Godzilla-Figuren laufen. Nachdem er anderen Leuten ihre Drinks weggetrunken hat und immer betrunkener durch die Gänge torkelt, fällt er schließlich auf den Boden und erbricht sich in Form von Legosteinen. Es sammelt sich eine Menschenmenge um Eminem und dieser rappt nun auf einem Hügel, der aus den CDs seiner Studioalben besteht. Die Szenerie wechselt und er ist als Schlachter zu sehen, der mit einer Kettensäge Tierkadaver zerteilt. Anschließend läuft er über einen Parkplatz und wird dort von dem ehemaligen Boxer Mike Tyson niedergeschlagen, der sich sofort entschuldigt, als er sieht, dass es Eminem ist. Der Rapper befindet sich nun im Krankenhaus und wird dort von Dr. Dre und sich selbst als Ärzten betreut, bevor der Arzt (er selbst) mit einem Messer auf ihn einsticht. Am Ende des Videos ist ein Nachruf auf Juice Wrld zu sehen.
Das Video wurde bei den MTV Video Music Awards 2020 in den Kategorien Video of the Year und Best Hip-Hop Video nominiert, unterlag jedoch Blinding Lights von The Weeknd bzw. Savage von Megan Thee Stallion.

## Kommerzieller Erfolg

### Chartplatzierungen
Godzilla stieg bereits nach Albumveröffentlichung aufgrund von Streaming und Downloads in die Charts vieler Länder ein. So erreichte das Lied am 7. Februar 2020 Platz 16 der deutschen Charts und konnte sich insgesamt zehn Wochen lang in den Top 100 halten. Besonders erfolgreich war Godzilla im Vereinigten Königreich und in Finnland, wo es die Chartspitze belegte. Zudem erreichte es die Top 10 unter anderem in Neuseeland, den Vereinigten Staaten, Australien, der Schweiz, Norwegen, Dänemark, Österreich, Italien und Schweden.
| ChartsChartplatzierungen       | Höchstplatzierung | Wochen |
| ------------------------------ | ----------------- | ------ |
| Deutschland (GfK)              | 16 (10 Wo.)       | 10     |
| Österreich (Ö3)                | 6 (15 Wo.)        | 15     |
| Schweiz (IFPI)                 | 4 (15 Wo.)        | 15     |
| Vereinigte Staaten (Billboard) | 3 (20 Wo.)        | 20     |
| Vereinigtes Königreich (OCC)   | 1 (19 Wo.)        | 19     |

| ChartsJahrescharts (2020)      | Platzierung |
| ------------------------------ | ----------- |
| Schweiz (IFPI)                 | 68          |
| Vereinigte Staaten (Billboard) | 62          |
| Vereinigtes Königreich (OCC)   | 27          |

### Auszeichnungen für Musikverkäufe
Godzilla erhielt 2023 für mehr als 1,2 Millionen Verkäufe im Vereinigten Königreich eine doppelte Platin-Schallplatte. 2022 wurde es für über drei Millionen verkaufte Einheiten in den Vereinigten Staaten mit Dreifach-Platin ausgezeichnet und 2023 erhielt es für mehr als 400.000 Verkäufe in Deutschland eine Platin-Schallplatte.

| Land/Region                  | Auszeichnungen für Musikverkäufe (Land/Region, Auszeichnung, Verkäufe) | Verkäufe  |
| ---------------------------- | ---------------------------------------------------------------------- | --------- |
| Australien (ARIA)            | 6× Platin                                                              | 420.000   |
| Brasilien (PMB)              | Diamant                                                                | 160.000   |
| Dänemark (IFPI)              | Platin                                                                 | 90.000    |
| Deutschland (BVMI)           | Platin                                                                 | 400.000   |
| Finnland (IFPI)              | 2× Platin                                                              | 80.000    |
| Frankreich (SNEP)            | Platin                                                                 | 200.000   |
| Griechenland (IFPI)          | 2× Platin                                                              | 40.000    |
| Italien (FIMI)               | Platin                                                                 | 70.000    |
| Kanada (MC)                  | 2× Platin                                                              | 160.000   |
| Neuseeland (RMNZ)            | 4× Platin                                                              | 120.000   |
| Österreich (IFPI)            | 2× Platin                                                              | 60.000    |
| Polen (ZPAV)                 | 3× Platin                                                              | 160.000   |
| Portugal (AFP)               | Platin                                                                 | 10.000    |
| Spanien (Promusicae)         | Platin                                                                 | 60.000    |
| Vereinigte Staaten (RIAA)    | 3× Platin                                                              | 3.000.000 |
| Vereinigtes Königreich (BPI) | 2× Platin                                                              | 1.200.000 |
| Insgesamt                    | 32× Platin · 1× Diamant ·                                              | 6.220.000 |

Hauptartikel: Eminem/Auszeichnungen für Musikverkäufe